# Байрон, Роберт, 13-й барон Байрон
Роберт Джеймс Байрон, 13-й барон Байрон (англ. Robert James Byron, 13th Baron Byron; род. 5 апреля 1950) — британский аристократ. 

## Биография
Роберт Байрон родился 5 апреля 1950 года. Младший сын подполковника Ричарда Джеффри Гордона Байрона, 12-го барона Байрона (1899—1989), и Дориген Маргарет Эсдейл (? — 1985). Он получил образование в Веллингтон-колледже в Беркшире, изучал право в Тринити-колледже в Кембридже.
Байрон женился на Робин Маргарет Маклин в 1979 году. В этом браке родились четверо детей:
- Кэролайн Энн Виктория (1981);
- Эмили Клэр (1984);
- Софи Джорджина Байрон (1986);
- Чарльз Ричард Гордон Байрон (1990), наследник титула[1].

Байрон был принят в Иннер-Темпл в 1974 году и, таким образом, получил право практиковать в качестве адвоката. Он стал партнером Holman, Fenwick & Willan и президентом Британского общества Байрона.
Унаследовав титул, лорд Байрон получил право заседать в Палате лордов, где он принял присягу на верность в октябре 1989 года. Он присутствовал на дебатах палаты нечасто, выступая в основном по законопроектам, связанным с системой правосудия и судоходством. Вместе с большинством наследственных пэров он потерял право присутствовать, когда в ноябре 1999 года вступил в силу Закон о Палате лордов.
Байрон живет в Нью-Форесте, Хэмпшир. В 2021 году он опубликовал роман «Отголоски жизни».